# Почкина
Почкина — деревня в Кудымкарском районе Пермского края. Входила в состав Степановского сельского поселения. Располагается на реке Олыч южнее от города Кудымкара. Расстояние до районного центра составляет 2 км. По данным Всероссийской переписи населения 2010 года, в деревне проживало 90 человек (48 мужчин и 42 женщины).

## История
По данным на 1 июля 1963 года, в деревне проживало 46 человек. Населённый пункт входил в состав Юринского сельсовета.